# Mitchell River (vattendrag i Australien, Victoria)
Mitchell River är ett vattendrag i Australien. Det ligger i delstaten Victoria, omkring 240 kilometer öster om delstatshuvudstaden Melbourne. Genomsnittlig årsnederbörd är 960 millimeter. Den regnigaste månaden är juni, med i genomsnitt 163 mm nederbörd, och den torraste är juli, med 33 mm nederbörd.